# Safia bilineata
Safia bilineata är en fjärilsart som beskrevs av Smith. Safia bilineata ingår i släktet Safia och familjen nattflyn. Inga underarter finns listade.